# 2MASS J16154255+4953211
| 2MASS J16154255+4953211                                                        | 2MASS J16154255+4953211 |
| ------------------------------------------------------------------------------ | ----------------------- |
| Beobachtungsdaten Äquinoktium: J2000.0, Epoche: J2000.0                        |                         |
| Sternbild                                                                      | Hercules                |
| Rektaszension                                                                  | 16h 15m 42s,6           |
| Deklination                                                                    | +49° 53′ 21″            |
| Helligkeit (J-Band)                                                            | (16,79 ± 0,14) mag      |
| Spektralklasse                                                                 | L4γ                     |
| Astrometrie                                                                    |                         |
| Entfernung                                                                     | (31,25 ± 0,98) pc       |
| Eigenbewegung:                                                                 |                         |
| µα∙cos(δ)                                                                      | (−80 ± 12) mas/a        |
| µδ                                                                             | (+18 ± 12) mas/a        |
| Katalogbezeichnungen                                                           |                         |
| 2MASSI J16154255+4953211 • SDSS J161542.54+495321.2 • WISE J161542.45+495321.3 |                         |

2MASS J16154255+4953211 ist ein L-Zwerg im Sternbild Hercules in einer Entfernung von rund 30 Parsec. Metchev et al. (2015) schätzten die Rotationsperiode des Objektes auf rund 24 Stunden.